# Desinjin Damjan
Desinjin Damjan (12. stoljeće, u. oko 1199.) je obnašao dužnost zadarskog kneza. Sklopio je savez s Pisom usmjeren protiv Mletaka 1188. godine. Dvije godine poslije u bitci kraj Pašmana pobijedio je mletačko brodovlje i sklopio mir s Rabljanima. Kraljevske darovnice tamošnjim samostanima spominju Desinjina Damjana.